# Schorre pad
De schorre pad (Sclerophrys capensis) is een amfibie uit de familie padden (Bufonidae).
De soort werd voor het eerst wetenschappelijk beschreven door Johann Jakob von Tschudi in 1838. Later werd de wetenschappelijke naam Bufo rangeri gebruikt. De pad werd oorspronkelijk beschreven onder een geheel andere naam; Amietophrynus rangeri, maar later bleek deze soort al eerder beschreven te zijn onder de naam Amietophrynus capensis. De soortnaam verviel hierdoor en toen later het geslacht Amietophrynus niet meer werd erkend kreeg de kikker een volledig nieuwe wetenschappelijke naam; Sclerophrys capensis.

## Uiterlijke kenmerken
De wrattige huid is geel of lichtbruin gevlekt . De lichaamslengte bedraagt 5 tot 11 cm.

## Levenswijze en voortplanting
Het dier verbergt zich in de koude periode onder stukken hout, stenen of bladstrooisel. Als hij bedreigd wordt, scheidt hij een onsmakelijke stof af uit zijn parotoïde klieren.
In de paartijd proberen mannetjes een vrouwtje aan zich te binden door middel van luid roepen, dat op de lange duur veel energie kost. Ook de onderlinge gevechten van de mannetjes leveren dit probleem op, zodat ze in het voorjaar flink wat gewicht kwijtraken.

## Verspreiding en habitat
Deze soort komt voor in zuidelijk Afrika in graslanden en bosachtige terreinen nabij rivieren, beken en vijvers.